# Serie B (2001/2002)
Rozgrywki Serie B w sezonie 2001/2002 były 70. edycją w historii włoskiej drugiej ligi. W lidze rywalizowało 20 drużyn.

## Uczestnicy
| Uczestnicy poprzedniej edycji                                                                                 | Uczestnicy poprzedniej edycji | Uczestnicy poprzedniej edycji | Uczestnicy poprzedniej edycji |
| --- | ----------------------------- | ----------------------------- | ----------------------------- |
| EMP | Empoli                        | 5                             |                               |
| SAM | Sampdoria                     | 6                             |                               |
| TER | Ternana                       | 7                             |                               |
| COS | Cosenza                       | 8                             |                               |
| CRO | Crotone                       | 9                             |                               |
| ANC | Ancona                        | 10                            |                               |
| CAG | Cagliari                      | 11                            |                               |
| SIE | Siena                         | 12                            |                               |
| GEN | Genoa                         | 13                            |                               |
| CIT | Cittadella                    | 14                            |                               |
| SAL | Salernitana                   | 15                            |                               |
| PST | Pistoiese                     | 16                            |                               |
| Spadek z Serie A 2000/2001                                                                                    |                               |                               |                               |
| REG | Reggina                       | 151                           |                               |
| VIC | Vicenza                       | 16                            |                               |
| NAP | Napoli                        | 17                            |                               |
| BAR | Bari                          | 18                            |                               |
| Awans z Serie C1 2000/2001                                                                                    |                               |                               |                               |
| grupa A |                               |                               |                               |
| MOD | Modena                        | 1                             |                               |
| COM | Como                          | 2                             |                               |
| grupa B |                               |                               |                               |
| PAL | Palermo                       | 1                             |                               |
| MES | Messina                       | 2                             |                               |
| Oznaczenia: - kolumna pierwsza – skróty nazw drużyn, - kolumna trzecia – miejsce zajęte w poprzednim sezonie. |                               |                               |                               |

Objaśnienia:
1. Reggina przegrała baraże o utrzymanie z Hellasem Verona.
2. Triestina i Catania wygrały baraże o awans do Serie B.

## Tabela
| Lp. | Drużyna        | M  | Z  | R  | P  | Bramki | Bramki | Różn. | Pkt | Uwagi                      | Bezpośrednio |
| --- | -------------- | -- | -- | -- | -- | ------ | ------ | ----- | --- | -------------------------- | ------------ |
| 1   | Como (M) (A)   | 38 | 22 | 8  | 8  | 53     | 35     | +18   | 74  | Awans do Serie A 2002/2003 |              |
| 2   | Modena (A)     | 38 | 20 | 12 | 6  | 58     | 23     | +35   | 72  | Awans do Serie A 2002/2003 |              |
| 3   | Reggina (A)    | 38 | 19 | 11 | 8  | 50     | 33     | +17   | 68  | Awans do Serie A 2002/2003 |              |
| 4   | Empoli (A)     | 38 | 19 | 10 | 9  | 60     | 35     | +25   | 67  | Awans do Serie A 2002/2003 |              |
| 5   | Napoli         | 38 | 16 | 13 | 9  | 48     | 39     | +9    | 61  |                            |              |
| 6   | Bari           | 38 | 14 | 11 | 13 | 44     | 51     | −7    | 53  |                            |              |
| 7   | Salernitana    | 38 | 14 | 11 | 13 | 57     | 59     | −2    | 53  |                            |              |
| 8   | Ancona         | 38 | 14 | 8  | 16 | 43     | 52     | −9    | 50  |                            |              |
| 9   | Vicenza        | 38 | 12 | 13 | 13 | 50     | 52     | −2    | 49  |                            |              |
| 10  | Palermo        | 38 | 12 | 12 | 14 | 47     | 54     | −7    | 48  |                            |              |
| 11  | Sampdoria      | 38 | 12 | 12 | 14 | 42     | 46     | −4    | 48  |                            |              |
| 12  | Siena          | 38 | 12 | 11 | 15 | 35     | 44     | −9    | 47  |                            |              |
| 13  | Cagliari       | 38 | 10 | 17 | 11 | 39     | 39     | 0     | 47  |                            |              |
| 14  | Genoa          | 38 | 10 | 17 | 11 | 43     | 40     | +3    | 47  |                            |              |
| 15  | Cosenza        | 38 | 13 | 8  | 17 | 47     | 57     | −10   | 47  |                            |              |
| 16  | Messina        | 38 | 11 | 14 | 13 | 41     | 42     | −1    | 47  |                            |              |
| 17  | Ternana1       | 38 | 9  | 18 | 11 | 46     | 49     | −3    | 45  |                            |              |
| 18  | Cittadella (S) | 38 | 9  | 10 | 19 | 49     | 63     | −14   | 37  | Spadek do Serie C1         |              |
| 19  | Pistoiese (S)  | 38 | 8  | 12 | 18 | 38     | 51     | −13   | 36  | Spadek do Serie C1         |              |
| 20  | Crotone (S)    | 38 | 5  | 10 | 23 | 44     | 70     | −26   | 25  | Spadek do Serie C1         |              |